# Чаталарски надпис
Чаталарският надпис е строителен надпис на гръцки език издълбан по нареждане на хан Омуртаг.
Надписът е издълбан върху варовикова колона с височина 3,83 m, диаметър в основата 0,75 m, а на върха 0,53 – 0,54 m и височина на надписната площ 2,55 m. Колоната е намерена през 1905 година, недалеч от село Чаталар (днес Хан Крум), Шуменска област. Надписът на гръцки език е силно повреден на няколко места, което води до различни тълкувания на текста. Първият му изследовател е Фьодор Успенски.